# Diadelia blanci
Diadelia blanci là một loài bọ cánh cứng trong họ Cerambycidae.